# Berthold Storfer
Berthold Storfer (* 16. Dezember 1880 in Czernowitz, Österreich-Ungarn; † November 1944 im KZ Auschwitz, Deutsches Reich) war ein österreichischer Kommerzialrat und Leiter des Ausschusses für jüdische Überseetransporte, der die Auswanderung von Juden im Machtbereich des nationalsozialistischen Deutschen Reichs ins Gebiet des damaligen britischen Mandatsgebietes Palästina (Alija-Bet) organisierte.

## Herkunft, Leben bis 1938
Storfer ließ sich als einziger seiner jüdischen Familie katholisch taufen und war in Budapest wohnhaft. Seinen Lebensunterhalt bestritt er mit Tätigkeiten in der Wald- und Forstwirtschaft. Ab 1904 gehörte er dem Vorstand der Waldindustrie in Dresden an. Am Ersten Weltkrieg nahm er als Major der Kavallerie der k. u. k. Armee teil und wurde vielfach dekoriert. Bei Kriegsende gehörte er als Kriegswirtschaftsrat dem Stab des Heeresgruppenführers Eduard Fischer in Wien an. Nach dem Krieg war er als Bankier, Großaktionär und Finanzier tätig. Storfer gehörte in Wien eine Bankgesellschaft und ein Anteil an der Continentale AG für Mineralöltransporte. Er war 1928 Begründer der Monos-Transportdreirad-Unternehmungen. Als Finanzfachmann wurde er 1933 für die österreichische Regierung tätig. Ab 1936 war er Vizepräsident der Samt- und Seidenweberei AG Rudolf Reichert & Söhne in Mährisch-Trübau.

## Eintritt in humanitäre Tätigkeit
Nach dem „Anschluss Österreichs“ an das Deutsche Reich am 12. März 1938 und der damit einsetzenden Radikalisierung der Judenverfolgung im deutschen Einflussgebiet versuchten viele jüdische Menschen zu emigrieren. Zusammen mit weiteren prominenten Juden begründete er das Hilfskomitee zur Förderung der jüdischen Auswanderung. Aufgrund der mit der „Auswanderung“ verbundenen Probleme berief der amerikanische Präsident Franklin D. Roosevelt zum 6. Juli 1938 eine internationale Flüchtlingskonferenz nach dem französischen Ort Evian ein.
Für die „Jüdische Gemeinde Wien“ wurde neben dem Leiter, dem Gemeindevorsitzenden Josef Löwenherz, und Heinrich Neumann von Héthárs auch Storfer zur Konferenz delegiert. Vom Reichsstatthalter Arthur Seyß-Inquart wurde diese Delegation verpflichtet, demnächst in Konzentrationslager zu verschleppende Juden gegen ein Lösegeld freizukaufen. Die Konferenz endete erfolglos.

## Erzwungene Hilfsdienste für das Reichssicherheitshauptamt
Die aufgrund der britischen Palästina-Politik illegale Einwanderung ins Mandatsgebiet entwickelte sich zur Massenflucht. Soweit nationalsozialistische Behörden daran beteiligt waren (bis 1941 wurde die Auswanderung von Juden von den Nationalsozialisten unter gleichzeitiger Beschlagnahme aller Vermögenswerte der Emigranten forciert), wurde sie für die österreichischen Gebiete organisiert von der „Zentralstelle für jüdische Auswanderung in Wien“ unter SS-Obersturmbannführer und SD-Führer Adolf Eichmann, der als Leiter der Abteilung IV D 4 (später IV B 4) des Reichssicherheitshauptamts die Zwangsausreise jüdischer Österreicher betrieb. Später wurde die Auswanderung durch eine einzige nationalsozialistische Organisation, die Reichszentrale für jüdische Auswanderung, betrieben. Deren Leiter war der Chef des SD und SS-Obergruppenführer Reinhard Heydrich, Geschäftsführer ab Oktober 1939 wiederum Adolf Eichmann.
Die Route der jüdischen Flüchtlinge insbesondere aus Österreich führte die Donau hinab zu einem Schwarzmeerhafen und von dort ins britische Mandatsgebiet Palästina. Eichmann drohte Storfer: „Entweder ihr verschwindet über die Donau oder in die Donau!“
Storfer, der von den Nationalsozialisten, den Nürnberger Gesetzen entsprechend, trotz seiner christlichen Taufe als Jude angesehen wurde, übernahm auf Befehl der SS  die Leitung aller Flüchtlingstransporte aus dem nun Ostmark genannten Österreich, dem sogenannten Altreich und dem Protektorat Böhmen und Mähren. Die bislang mit der Organisation der Auswanderung befassten zionistischen Organisationen Hechaluz und Betar beschuldigten Storfer, ein Kollaborateur der SS zu sein. Von den im nationalsozialistischen Einflussbereich noch vorhandenen jüdischen Organisationen wurde die Tätigkeit Storfers gewürdigt; auch Erich Frank, Leiter des Hechaluz in Berlin, nahm seine Kritik an Storfer später zurück. Im Gegensatz zu Hechaluz und Betar, die vor allem junge Menschen zum Aufbau des kommenden Staates Israel ins Land holten, organisierte Storfer die Flucht von Menschen aller Altersklassen, auch von freigekauften KZ-Häftlingen und anderen geschwächten Personen. Ferner setzte Storfer durch, dass begüterte Flüchtlinge die Passage für nichtbegüterte mitbezahlten.
Storfer gelang trotz größter Schwierigkeiten die Organisation von insgesamt vier Transporten mit den Schiffen „Schönbrunn“, „Helios“, „Uranus“ und „Melk“, die am 3. September 1940 ausliefen. In den rumänischen Donau-Häfen Sulina und Tulcea wurden die Flüchtlinge vom 7. bis zum 19. Oktober 1940 auf die Seeschiffe „Atlantic“, „Pacific“ und „Milos“ eingeschifft, mit denen sie zwischen dem 14. und 20. November 1940 das Seegebiet vor Haifa erreichten. Die Schiffe waren allesamt in kaum seetüchtigem Zustand. Die Versorgung mit Wasser und Kohle war unzureichend, so dass Kabinenwände, Masten und Pritschen verfeuert werden mussten. Auf der „Atlantic“ brach Typhus aus, dem 15 Menschen erlagen. Diese Schiffe waren den Organisatoren zu Wucherpreisen überlassen worden.
Storfer verhalf 2042 österreichischen und 7054 deutschen und anderen Juden, insgesamt also 9096 Menschen, zur Flucht vor der sich ankündigenden sogenannten Endlösung der Judenfrage.
Im Oktober 1941 wurde die Ausreise von Juden aus dem nationalsozialistischen Einflussgebiet verboten und mit der gezielten Ermordung aller Juden im deutschen Einflussbereich begonnen.

## Verfolgung, Tod
Nach dem Verbot der Emigration war Storfer nicht mehr aktiv. Im Herbst 1943 soll die SS geplant haben, ihn wegen geheimer Devisenangelegenheiten in die Schweiz zu entsenden, doch wurde dieses Vorhaben abgesagt. Auf die Ankündigung seiner Deportation ins Ghetto Theresienstadt tauchte Storfer unter, wurde jedoch verhaftet und ins KZ Auschwitz verbracht. Dort kam es nach Angabe Eichmanns im Herbst 1944 zu einer letzten Begegnung Storfers mit Eichmann. Eichmann stellte seine Erinnerung daran während seiner Vernehmungen in Jerusalem wie folgt dar: „Storfer, ja, dann war es ein normales menschliches Treffen gewesen. Er hat mir sein Leid geklagt. Ich habe gesagt: Ja, mein lieber guter Storfer, was haben wir denn da für ein Pech gehabt?, und ich habe ihm auch gesagt, schauen Sie, ich kann Ihnen wirklich gar nicht helfen, denn auf Befehl des Reichsführers kann keiner Sie herausnehmen. Ich kann Sie nicht herausnehmen, Dr. Ebner kann Sie nicht herausnehmen. Ich hörte, dass Sie hier eine Dummheit gemacht haben, dass Sie sich versteckt hielten oder türmen wollten, was Sie doch gar nicht notwendig gehabt haben. [Gemeint war, Storfer wäre als jüdischer Funktionär nicht deportiert worden.] […] Und dann sagte mir Storfer […], er möchte doch bitten, ob er nicht arbeiten brauchte, es wäre Schwerarbeit, und dann hab ich dann Höß gesagt: Arbeiten braucht Storfer nicht.“
Im November 1944 wurde Storfer an einem nicht mehr ermittelbaren Tag in Auschwitz ermordet, vermutlich durch Erschießen.

## Rezeption
Arno Lustiger kritisierte in der FAZ, dass Storfer als gebürtigem Juden, der er nach rabbinischem Gesetz unbeschadet seiner Konversion zum katholischen Glauben bleibe, trotz seiner Verdienste die Aufnahme als Gerechter unter den Völkern in die Gedenkstätte Yad Vashem versagt blieb: „Sollte in Zukunft diese Regel geändert werden, dann wäre der Held des Rettungswiderstandes Berthold Storfer einer der ersten Kandidaten für diese Ehrung.“
Dalia Ofer meint, dass er seine Aufgabe bei der Evakuierung von Juden, geschäftsmäßig begann und ausführte. Er schätzte seinen Machtspielraum, sah sich selbst aber nicht in einer Verantwortlichkeit für die größere Sache. Möglicherweise sei Storfer mit anderen Alija-bet-Organisatoren – insbesondere mit Baruch Konfino, der ein enges Verhältnis zu ihm pflegte – nicht immer fair umgegangen.